# Fabriciana cleodoxa
Fabriciana cleodoxa är en fjärilsart som beskrevs av Ferdinand Ochsenheimer 1816. Fabriciana cleodoxa ingår i släktet Fabriciana och familjen praktfjärilar. Inga underarter finns listade i Catalogue of Life.